# No habrá paz para los malvados
No habrá paz para los malvados és una pel·lícula espanyola, estrenada el 2011 i dirigida per Enrique Urbizu. Drama protagonitzat per José Coronado. La pel·lícula es va estrenar en la 59 edició del Festival Internacional de Cinema de Sant Sebastià amb molt bones crítiques i gran suport per part del públic.

## Argument
Madrid, principis del segle XXI. Un dia l'inspector de policia Santos Trinitat (José Coronado), de camí a casa, ja molt borratxo, es veu involucrat en un triple assassinat. Però hi ha un testimoni que aconsegueix escapar i que podria incriminar-lo. Santos emprèn una investigació destinada a localitzar i a eliminar el testimoni. Mentrestant, la jutge Chacón, encarregada de la investigació del triple crim, avança meticulosament en la recerca de l'assassí. Santos i Chacón descobriran molt aviat que el que semblava un simple cas de tràfic de drogues és, en realitat, una mica molt més perillós.

## Elenc
- José Coronado com a Santos Trinidad.
- Rodolfo Sancho com a Rodolfo.
- Helena Miquel com a Jutgessa Chacón.
- Juanjo Artero com a Leiva.
- Pedro Mari Sánchez com a Ontiveros.
- Nadia Casado com a Celia.
- Younes Bachir com a Rachid.
- Karim El-Kerem com a Jove guapo.
- Abdelali El Aziz com a Ceutí.
- Nasser Saleh com a Minyó àrab.
- Juan Pablo Shuk com a Augusto Lora.
- Eduard Farelo com a Cerdán.
- Bernabé Fernández com a Policia jove uniformat.

## Premis i nominacions

### Premis
- 2012. Goya a la millor pel·lícula
- 2012. Goya al millor director per Enrique Urbizu
- 2012. Goya al millor actor per José Coronado
- 2012. Goya al millor guió original per Michel Gaztambide i Enrique Urbizu
- 2012. Goya al millor muntatge per Pablo Blanco
- 2012. Goya al millor so per Marcos de Oliveira i Nacho Royo-Villanova

### Nominacions
- 2012. Gaudí a la millor pel·lícula europea
- 2012. Goya al millor actor secundari per Juanjo Artero
- 2012. Goya a la millor fotografia per Unax Mendía
- 2012. Goya al millor disseny de vestuari per Patricia Monné
- 2012. Goya al millor maquillatge i perruqueria per Montse Boqueras, Nacho Díaz i Sergio Pérez
- 2012. Goya a la millor direcció artística per Antón Laguna
- 2012. Goya a la millor música original per Mario de Benito
- 2012. Goya a la millor direcció de producció per Paloma Molina
- 2012. Goya als millors efectes especials per Raúl Romanillos i Chema Remacha